# Catti Edfeldt
Aggie Catharina "Catti" Edfeldt, född 29 mars 1950 i Gävle, är en svensk rollsättare, regissör, manusförfattare och skådespelare.
Edfeldt har arbetat på Svensk Filmindustri som regiassistent, manusbearbetare, lektör och rollsättare. Hon började som regiassistent till Olle Hellbom.  Hon har även medverkat som skådespelare i ett flertal filmer, bland annat i Bullerbyserien. Hon har dessutom varit regiassistent i inspelningen av Ronja Rövardotter samt Mitt liv som hund. Hon har senare regisserat egna filmer, som Eva & Adam – fyra födelsedagar och ett fiasko från 2001.
På Guldbaggegalan 2007 tilldelades Edfeldt Gullspirapriset för sina insatser inom barnfilmer och samma kväll belönades hon för bästa regi av filmen Förortsungar.
Hon är mor till skådespelaren Tove Edfeldt.

## Filmografi

### Rollsättare
- 1993 – Roseanna
- 1993 – Sunes sommar
- 1993 – Brandbilen som försvann
- 1993 – Mannen på balkongen
- 1993 – Kådisbellan
- 1994 – Sixten
- 1994 – Bara du & jag
- 1994 – Pillertrillaren
- 1994 – Polismördaren : Historien om ett brott
- 1994 – Polis polis potatismos
- 1994 – Stockholm Marathon
- 1996 – Kalle Blomkvist - mästerdetektiven lever farligt
- 1996 – Bengbulan
- 1997 – Pippi Långstrump
- 1997 – Svenska hjältar
- 1997 – Adam & Eva
- 1997 – Sanning eller konsekvens
- 1999 – Vuxna människor
- 2001 – Skicka mera godis
- 2007 – Arn: tempelriddaren
- 2007 – Rosa - The Movie
- 2008 – Arn - riket vid vägens slut
- 2011 – Hotell Gyllene Knorren - filmen
- 2012 – Hypnotisören
- 2012 – Nobels testamente
- 2013 – Emil & Ida i Lönneberga
- 2013 – Eskil och Trinidad
- 2013 – Lasse-Majas detektivbyrå – von Broms hemlighet
- 2014 – Krakel Spektakel
- 2014 – Lasse-Majas detektivbyrå – Skuggor över Valleby
- 2014 – Hemma
- 2015 – Lasse-Majas detektivbyrå – Stella Nostra

### Skådespelare
- 1960 – Alla vi barn i Bullerbyn (TV-serie)
- 1961 – Bara roligt i Bullerbyn (röst)
- 1964 – Älskande par
- 1966 – Heja Roland!
- 1966 – Här har du ditt liv
- 1968 – Ole dole doff
- 1974 – Världens bästa Karlsson
- 1976 – Mina drömmars stad
- 1981 – Rasmus på luffen
- 1981 – Sopor
- 1986 – Alla vi barn i Bullerbyn
- 1987 – Mer om oss barn i Bullerbyn
- 1992 – Manskören
- 1997 – Pippi Långstrump
- 2002 – Ollebom

### Regissör
- 1988 – Mimmi (TV-serie)
- 1994 – Sixten
- 2001 – Eva & Adam - fyra födelsedagar och ett fiasko
- 2002 – Vera med flera
- 2005 – Se min värld - filmen om Adam
- 2006 – Förortsungar
- 2016 – Siv sover vilse

Regiassistent
- 1976 – Mina drömmars stad
- 1977 – Bröderna Lejonhjärta
- 1979 – Du är inte klok Madicken
- 1980 – Mannen som blev miljonär
- 1981 – Sopor
- 1981 – Rasmus på luffen
- 1984 – Ronja Rövardotter
- 1986 – Alla vi barn i Bullerbyn
- 1987 – Mer om oss barn i Bullerbyn
- 2006 – Annas bästa kompis
- 2009 – Äntligen midsommar!
- 2012 – Isdraken
- 2012 – Mörkt vatten

Röstregissör (urval)
- 1984 – Den oändliga historien
- 1997 – Pippi Långstrump
- 1998 – Ensamma hemma
- 2013 – Eskil och Trinidad
- 2013 – Emil & Ida i Lönneberga
- 2015 – Lasse-Majas detektivbyrå – Stella Nostra

### Manusförfattare
- 1980 – Mannen som blev miljonär
- 1981 – Tuppen
- 1989 – 1939 (manusbearbetning)
- 1989 – 1939
- 1990 – Black Jack
- 1994 – Sixten (manusbearbetning)
- 2002 – Vera med flera